# Honey (タレント)
honey（ハニー、1984年3月13日 - ）は、福岡県を拠点に活動するローカルタレント、ラジオパーソナリティ、司会者。本名は今里 政則（いまさと まさのり）。福岡県春日市出身。

## 人物
- 九州産業大学を中退後、喋り手としての活動を開始。現在はCROSS FMを中心にラジオパーソナリティ・レポーター・司会者として活動している。
- いわゆるデブキャラであり、自らもこれを番組でネタにしている。
- 福岡県立太宰府高等学校在学時は生徒会長を勤めており、番組内でも時折触れる事がある。
- 口癖は「なんてこと言うんですか！」（主に共演者から弄られた際に使用。）

## 現在の仕事・担当番組
- FRIDAY SPECIAL BAYSIDE SHOCK（CROSS FM 金曜12:00 - 15:00、2017年10月 - ）
- Sunday Night JAZZ（CROSS FM 日曜22:00 - 24:00、2023年4月 -10月 ）
- ジモト応援！北九州つながるNews（J:COM）
- MANDAN (KBCラジオ 木曜・金曜17:55-18:45, 19:00-22:00、2024年4月 - )

## 過去の仕事・担当番組
- night kit（CROSS FM 火曜0:00 - 0:30、2011年4月 - 2017年9月）
- THE アラジン バカヤローラジオ！修行（CROSS FM 日曜0:00 - 2:00）